# نعومي بنتلي
نعومي بنتلي (بالإنجليزية: Naomi Bentley)‏ هي ممثلة بريطانية، ولدت في القرن العشرين.

## وصلات خارجية
- نعومي بنتلي على موقع IMDb (الإنجليزية)
- نعومي بنتلي على موقع ألو سيني (الفرنسية)
- نعومي بنتلي على موقع أول موفي (الإنجليزية)
- نعومي بنتلي على موقع قاعدة بيانات الفيلم (الإنجليزية)
- نعومي بنتلي على موقع كينوبويسك (الروسية)